# Ed Davey

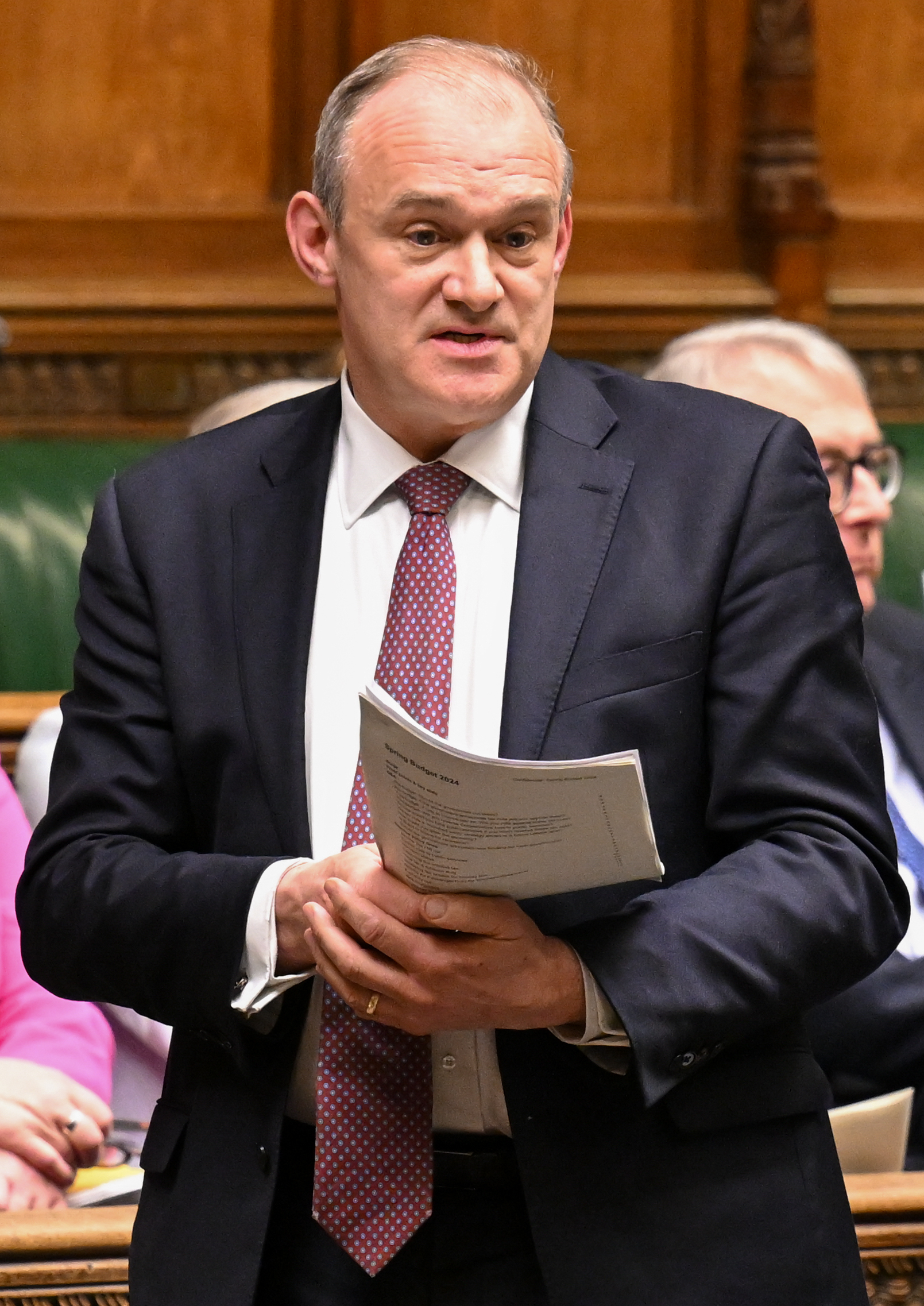
Edward Davey (März 2024)

Sir Edward „Ed“ Jonathan Davey (* 25. Dezember 1965 in Annesley Woodhouse, Nottinghamshire) ist ein britischer Politiker der Liberal Democrats, der seit 1997, mit einer zweijährigen Unterbrechung, den Wahlkreis Kingston and Surbiton im House of Commons vertritt. Von Februar 2012 bis Mai 2015 war er Minister für Energie und Klimawandel im Kabinett Cameron I. Seit August 2020 ist er Vorsitzender seiner Partei.

## Leben

### Studium, Parteifunktionär und Unterhausabgeordneter
Nach dem Besuch der Nottingham High School begann Davey 1984 ein Studium der Fächerkombination Philosophie, Politik und Wirtschaft am Jesus College der University of Oxford, das er 1988 mit einem Bachelor of Arts (B.A. PPE) abschloss. Danach wurde er 1989 Wirtschaftsforscher in der Parteizentrale der Liberal Democrats und absolvierte daneben ein postgraduales Studium der Wirtschaftswissenschaften am Birkbeck College der Universität London, welches er mit einem Master of Science (M.Sc. Econ.) beendete. Anschließend war er einige Jahre als Unternehmensberater bei Omega Partners tätig.
Davey, der Vorsitzender der Kalkulationsgruppe der Liberal Democrats für die Unterhauswahlen 1992 und 1997 war, war zwischen 1994 und 1995 auch Mitglied des Politikausschusses seiner Partei sowie der Gruppe für Wirtschaft, Steuern, Profite und Verkehr.
Bei den Unterhauswahlen am 1. Mai 1997 wurde Davey als Kandidat der Liberal Democrats erstmals zum Mitglied des House of Commons gewählt und vertritt dort seither den Wahlkreis Kingston and Surbiton. Zuletzt wurde er bei den Unterhauswahlen am 6. Mai 2010 mit 49,65 Prozent der Wählerstimmen wiedergewählt.
Während seiner langjährigen Parlamentszugehörigkeit war er zunächst zwischen 1997 und 2000 Whip seiner Fraktion und zugleich bis 1999 Sprecher für Schatzangelegenheiten, öffentliche Ausgaben und Steuern und danach bis 2001 für Wirtschaft sowie daneben zwischen 2000 und 2003 Fraktionssprecher für London. Zugleich war er zwischen 1997 und 2001 Mitglied verschiedener Ausschüsse des Unterhauses, und zwar von 1997 bis 2000 des Ausschusses für Verfahren sowie von 1999 bis 2001 des Finanzausschusses.
2001 wurde er erstmals in das Schattenkabinett seiner Partei berufen und war anfangs Schatten-Chefsekretär für das Schatzamt sowie danach zwischen 2002 und 2005 Sprecher für das Amt des stellvertretenden Premierministers. Nachdem er danach Schatten-Minister für Bildung und Fähigkeiten sowie 2006 für kurze Zeit Schatten-Minister für Handel und Industrie war, fungierte er zwischen 2006 und 2007 als Stabschef von Menzies Campbell, dem Vorsitzenden der Liberal Democrats. Danach amtierte er bis 2010 als Schatten-Minister für Auswärtiges und Angelegenheiten des Commonwealth of Nations. Außerdem war er zeitweise Mitglied der Vereinigung Liberaldemokratischer Mandatsträger sowie zwischen 2006 und 2009 Vorsitzender des Wahlkampf- und Kommunikationskomitees seiner Partei.

### Kabinettsmitglied
Nach den Unterhauswahlen am 6. Mai 2010 wurde Davey nach der Bildung der Koalitionsregierung zwischen Conservative Party und Liberal Democrats zum Parlamentarischen Unterstaatssekretär in das Ministerium für Unternehmen, Innovation und Fähigkeiten berufen und war dort zuständig für Arbeitsbeziehungen, Konsumenten und Post.
Am 3. Februar 2012 gab Energieminister Chris Huhne seinen Rücktritt bekannt. Grund dafür war der Vorwurf, seine Frau habe die Verantwortung für einen Geschwindigkeitsverstoß übernommen, den er selbst begangen haben soll. Am selben Tag wurde Anklage gegen Huhne erhoben und Davey von Premierminister David Cameron als Nachfolger zum neuen Minister für Energie und Klimawandel ernannt.
Wenige Tage nach seiner Amtsübernahme eröffnete er am 9. Februar 2012 offiziell den Offshore-Windpark Walney.

### Seit 2015
Bei der Parlamentswahl 2015 verlor Davey seinen Sitz im Parlament an den Konservativen James Berry, konnte ihn aber bei den vorgezogenen Neuwahlen 2017 wieder erlangen. Im Sommer 2019 kandidierte Davey um die Nachfolge von Vince Cable als Parteiführer, unterlag aber bei einer unter den Mitgliedern durchgeführten Urabstimmung deutlich gegen Jo Swinson. Im September 2019 wurde er zum stellvertretenden Vorsitzenden der Partei gewählt. Nachdem Swinson bei der Unterhauswahl im Dezember 2019 ihr Abgeordnetenmandat verloren und daraufhin zurückgetreten war, übernahm Davey, gemeinsam mit der Parteipräsidentin Sal Brinton, übergangsweise die Führung der Liberaldemokraten. Am 27. August 2020 wurde bekannt, dass Davey seine Gegenkandidatin Layla Moran in der parteiinternen Abstimmung übertroffen hat und nun gewählter LibDem-Parteiführer ist.

## Erhebung in den Ritterstand
Bei der Neujahrsehrung 2016 wurde Davey von Königin Elisabeth II. zum Ritter geschlagen.